# Мономорфизам
У контексту апстрактне алгебре или универзалне алгебре, мономорфизам је просто инјективни хомоморфизам.
Када се посматра у општијем контексту теорије категорија, мономорфизам је морфизам f : X → Y такав да
 имплицира 
за све морфизме .
Мономорфизми су аналогни инјективним функцијама, али се не ради о два потпуно иста пјма. Дуал мономорфизма је епиморфизам (тј. мономорфизам у категорији C је епиморфизам у дуалној категорији ).

## Терминологија
Изразе мономорфизам и епиморфизам је увео Бурбаки; Бурбаки користи мономорфизам као скраћени израз за инјективну функцију. Рани теоретичари категорија су веровали да је тачна генерализација инјективности у контекст категорија својство дато горе. Мада ово није сасвим тачно за моничка пресликавања, врло је близу тачног, па је ово довело до мало невоља, за разлику од случаја епиморфизама. Саундерс Маклејн је покушао да направи разлику између онога шта је називао мономорфизмима, који су били пресликавања у конкретној категорији чија су пресликавања скупова која су им у основи, инјективна, и моничких пресликавања, која су мономорфизми у категоријском смислу речи. Ова дистинкција никада није ушла у општу употребу.

## Примери
Сваки морфизам у конкретној категорији чија је функција у основи инјективна, је мономорфизам. У категорији скупова, обратно такође важи, па су мономорфизми управо инјективни морфизми. Обратно такође важи у већини категорија алгебри које се природно јављају, због постојања слободног објекта на једном генератору. На пример, тачно је у категоријама група и прстенова, и у свакој Абеловој категорији.
Међутим, није тачно у општем случају да сви мономорфизми морају бити инјективни у осталим категоријама. На пример, у категорији Div дељивих Абелових група и хомоморфизама група између њих постоје мономорфизми који нису инјективни: узмимо количничко пресликавање q&nbsp;:&nbsp;Q&nbsp;→&nbsp;Q/Z. Јасно је да ово није инјективно пресликавање; па ипак, ради се о мономорфизму у овој категорији. Да би се ово видело, треба обратити пажњу да ако је  за неке морфизме f,g&nbsp;:&nbsp;G → Q где је G нека дељива Абелова група, онда  где h = f - g (ово има смисла пошто се ради о адитивној категорији). Ово имплицира да је h(x) цео број ако x ∈ G. Ако h(x) није 0 тада, на пример,
{\displaystyle h\left({\frac {x}{4h(x)}}\right)={\frac {1}{4}}}
тако да
{\displaystyle (q\circ h)\left({\frac {x}{4h(x)}}\right)\neq 0},
што је у контрадикцији са , па је h(x) = 0 и q је стога мономорфизам.